# 星の旅人たち
『星の旅人たち』（ほしのたびびとたち、The Way）は、2010年のアメリカ=スペイン合作のドラマ映画。
俳優エミリオ・エステベスが、実父マーティン・シーンを主演に起用し、自らの監督・脚本・製作・出演で制作したロードムービーである。エミリオ・エステベスによるオリジナルストーリーとジャック・ヒットによる書籍『Off the Road: A Modern-Day Walk Down the Pilgrim's Route Into Spain』に含まれるいくつかのストーリーを原案としている。

## ストーリー
カリフォルニアの眼科医トム・エイヴリーは、ある日、自分探しの放浪の旅に出たまま疎遠になっていた1人息子ダニエルが、聖地サンティアゴ・デ・コンポステーラへの巡礼の初日にピレネー山脈で嵐に巻き込まれて亡くなったと知らされる。息子の遺体を引き取りに、スペインとの国境近くのフランスの町サン＝ジャンにやって来たトムは、ダニエルの遺品のバックパックを背負い、ダニエルが辿るはずだった巡礼の旅に出ることにする。行く先々でダニエルの遺灰を撒く中で、トムはダニエルの存在を強く感じる。
そんなトムは、偶然出会ったオランダ人のヨスト、カナダ人のサラ、アイルランド人の作家ジャックと共に旅をすることになる。はじめのうちは彼らに頑なに心を開こうとしなかったトムも、様々な出会いと経験を通じて徐々に打ち解けて行く。
目的の聖地サンティアゴ・デ・コンポステーラに辿り着いた4人は、そこで別れるつもりだったが、トムのムシーアへの旅に他の3人も付き合うことにする。それは旅の途中で出会ったジプシーの男イズマエルがトムに告げた「息子の遺灰をムシーアの海に撒け」との言葉に従う旅であった。
ムシーアの海を前にした4人。トムを残して3人がその場を去ると、トムはダニエルの存在を強く感じながら、ダニエルの遺灰を海に撒く。そしてトムはかつてのダニエルのように旅に出る。

## キャスト
- トーマス（トム）・エイヴリー: マーティン・シーン - カリフォルニア州ヴェンチュラの成功した眼科医。
- サラ・マリー・シンクレア: デボラ・カーラ・アンガー - カナダ人。巡礼の目的は禁煙。
- ジャック・スタントン: ジェームズ・ネスビット - アイルランド人の作家。巡礼の目的はスランプからの脱出。
- ヨスト: ヨリック・ヴァン・ヴァーヘニンゲン - オランダ人。巡礼の目的はダイエット。
- ダニエル・エイヴリー: エミリオ・エステベス - トムの1人息子。巡礼の初日で事故死する。40歳。
- アンリ: チェッキー・カリョ - フランス警察の警部。
- ドリーン: レネ・エステヴェス - トムの眼科のアシスタント。

## その他
- 劇中で主人公とその息子を演じているマーティン・シーンとエミリオ・エステヴェスは、実際に親子である。親子役で共演するのは、エミリオが監督した1996年の映画『THE WAR 戦場の記憶（英語版）』以来。他に親子役で共演している作品に、1982年のテレビ映画『ハートブレイカー（英語版）』がある。
- エミリオの監督作品にマーティンが出演するのは3回目で、3回とも親子で共演を果たしているが、親子役で共演するのは2回目。2006年の『ボビー』では親子役ではなかった。
- マーティン演じるトム・エイヴリーの眼科医院で働く助手ドリーンを演じているレネ・エステヴェスは、マーティンの娘で、エミリオの妹。ただし劇中では、トムの子供はエミリオが演じているダニエルのみなので、父娘役での共演ではない。
- エミリオの息子テイラーとマーティンのスペイン旅行が、この映画を製作するきっかけとなった[5]。当時テイラーは、テレビシリーズ『ザ・ホワイトハウス』 (1999年-2006年) で、主演俳優である祖父マーティンのアシスタントをしていた。撮影が休みの期間、二人は一緒にスペインを旅行し、バックパックも持たない準備不足のままサンティアゴ・デ・コンポステーラの巡礼路に出かけてしまった。19歳だったテイラーは、旅の途中ブルゴスで泊まった宿の娘と恋に落ち、スペインに移り住んで、その女性と結婚した。

## 作品の評価
Rotten Tomatoesによれば、批評家の一致した見解は「せっかちな視聴者には少しペースがゆっくりとし過ぎているかもしれないが、『星の旅人たち』は脚本・監督のエミリオ・エステベスによる価値ある作品で、心のこもった感情と安っぽい感傷に抵抗する明晰な視点のドラマとの間でバランスを取っている。」であり、100件の評論のうち高評価は83%にあたる83件で、平均点は10点満点中6.6点となっている。
Metacriticによれば、28件の評論のうち、高評価は19件、賛否混在は7件、低評価は2件で、平均点は100点満点中64点となっている。